# Maria-Victoria-Orden
Der Maria-Victoria-Orden (es. Orden Civil de María Victoria) wurde am 7. Juli 1871 durch den spanischen König Amadeus zu Ehren seiner Ehefrau Maria Victoria gestiftet und für besondere Leistungen an In- und Ausländer in den Bereichen Kunst und Wissenschaft, der Literatur sowie um die Industrie verliehen. 1873 wurden die Verleihungen bereits wieder eingestellt.

## Ordensklassen
Der Orden besteht aus drei Klassen:
- Großkreuz mit dem Recht auf das Prädikat „Exzellenz“
- Kreuz I. Klasse
- Kreuz II. Klasse

Die mit der I. und II. Klasse beliehenen hatten das Anrecht auf die Anrede „Hochgeboren“ oder „Hochwohlgeboren“.

## Ordensdekoration
Das Ordenszeichen besteht aus einem emaillierten Kreuz mit goldgefasstem weißem Rand. Die Kreuzarme sind nach außen gespitzt und laufen verjüngend zur Mitte. In den Kreuzwinkeln sind goldene Strahlen, die in einer Spitze enden. Auf den Kreuzarmen ist in je einem Feld das spanische Wappen (je Arm ein Teil: Kastilien, León, Navarra und Katalonien) in roter Emaille beziehungsweise in Gold oder Silber. Mittig liegt ein rundes violettes Medaillon in einem blau emaillierten Reif. In goldenen Buchstaben sind die verschlungenen Initialen des Königspaares A und M V eingebracht. Darüber die Krone des Hauses.

## Trageweise
Das Band wurde von Großkreuzträgern über die rechte Schulter nach der linken Hüftseite als Schärpe getragen. Ein Bruststern gehörte dazu. Dieser ist achtstrahlig und mit einem rot emaillierten Kreuz belegt und wurde zusätzlich auf der linken Brustseite getragen. Die Kreuzarme sind gerade, goldgefasst und mit dem spanischen Wappen (je Arm ein Teil: Kastilien, Leon, Navarra und Katalonien) geschmückt. In der Kreuzmitte sind die Initialen A und M V des Königs und seiner Frau wieder in Gold. Ein emaillierter Kranz und Reif ist in den Kreuzwinkeln zu sehen und letzterer trägt die Ordensdevise „Ciencia, Artes, Letras, Industria“.
Beliehene der I. Klasse legten die Auszeichnung als Halsorden an, während die II. Klasse auf der linken Brustseite getragen wurde.
Das Ordensband unterscheidet sich und ist abhängig von Fachgebiet des Beliehenen:
- Theologie – weiß
- Philosophie und Literatur, sowie Diplomatie – himmelblau
- Rechtswissenschaft – rot
- Medizin – gelb
- Naturwissenschaften (wie Physik, Chemie) – dunkelblau
- Kunst – rosa
- Architektur, Bauwesen und sonstige öffentliche Arbeiten – dunkelblau und rosa
- Pharmazie – violett
- Bergbau – dunkelblau und violett
- Schiffbau und Schifffahrt – schwarz und grün
- Handel, Gewerbe und Industrie – dunkelblau und schwarz
- Bildung – weiß und grün